# مهيب عبد الهادي
مهيب عبد الهادي  (23 أكتوبر 1972)، مذيع ومقدم برنامج رياضي مصري، في إم بي سي مصر ويقدم برنامج متخصص في متابعة الأحداث الرياضية (اللعيب)، كما قدم برنامج مهيب ورزان في رمضان 2021.

## مناصبه وأعماله
عمل كمراسل في برنامج «الملاعب اليوم» المذاع على شاشة قناة "شبكة تلفزيون الحياة"، بالإضافة إلى الاستديوهات التحليلية للمباريات.
كما قدم برنامج «نجوم الملاعب» وعمل في العديد من القنوات التلفزيونية والرياضية كمراسل ومدير عام للبرامج الرياضية.
ويعمل حاليًا كمقدم لبرنامج اللعيب في قناة إم بي سي مصر الذي يعرض أسبوعيًا من الثلاثاء إلى الجمعة في تمام الساعة الثانية عشر والنصف مساءً بتوقيت القاهرة.

## برامج قدمها
1. الملاعب اليوم.
2. نجوم الملاعب.
3. اللعيب.

## روابط خارجية
اللعيب مع رزان ومهيب (2018) Allieayb mae razan wamuhib
مواقف مهيب «المحرجة» مع لاعبي المنتخب متواصلة
مهيب عبد الهادى: الأهلي سيتوج بمونديال الأندية في هذه الحالة!
برنامج «اللعيب» يحقق 100 مليون مُشاهدة على «اليوتيوب»
اللعيب على شاهد
غدا.. انطلاق برنامج «اللعيب» على «Mbc مصر»
برنامج «اللعيب» على MBC مصر يُحقق 100 مليون مشاهدة
غدا.. أولى حلقات «اللعيب» على «MBC» مصر
مهيب عبد الهادي يترك ON Sport وينضم لهذه القناة
مهيب عبد الهادي يستعد لتقديم برنامج جديد على شاشة mbc مصر